# ヴェンタ滝

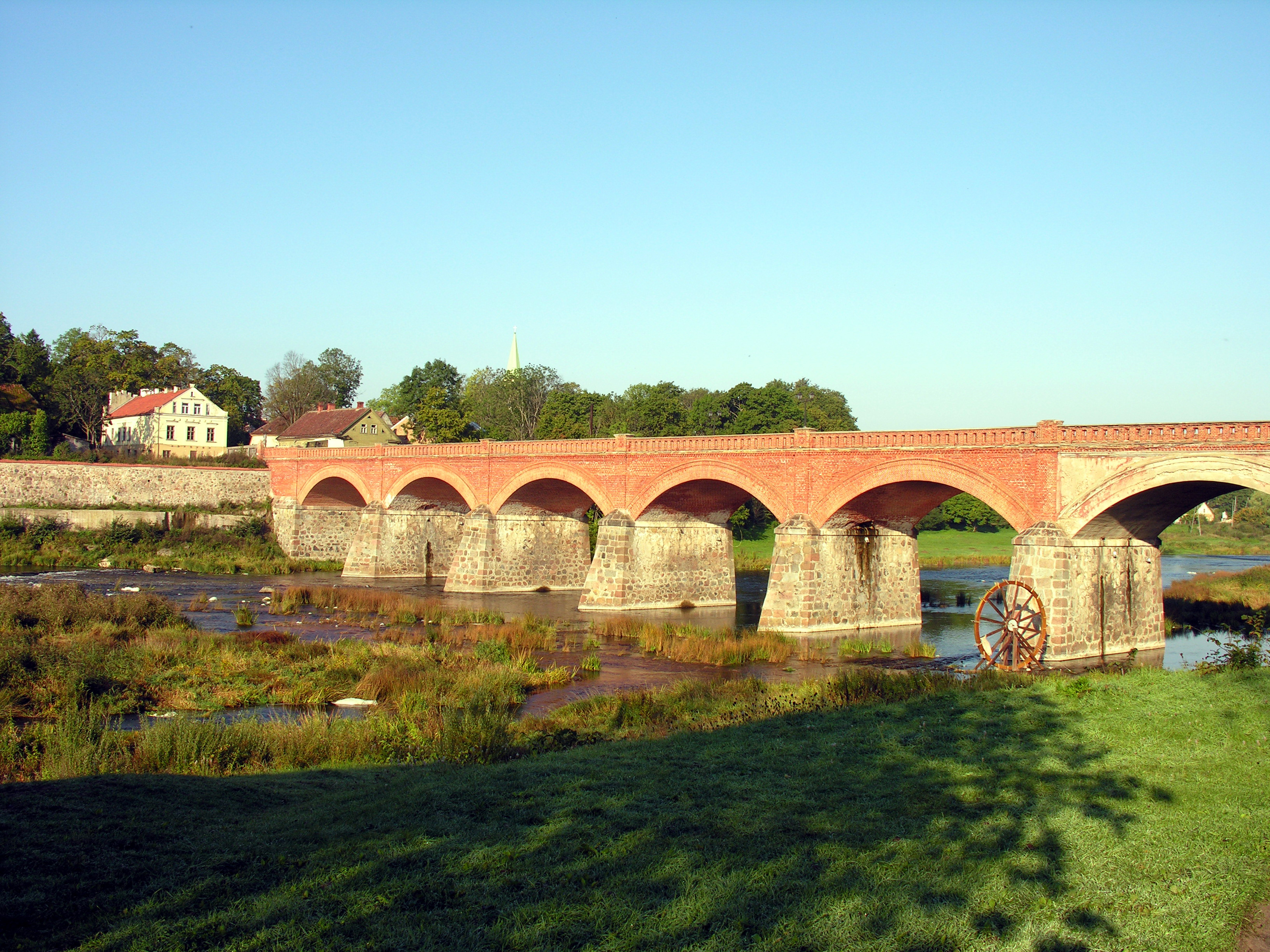
煉瓦橋

ヴェンタ滝（Ventas Rumba）は、ラトビアのクルディーガにある「滝」。ヨーロッパで最も幅の広い「滝」とされる。

## 概要
クルゼメ（クールラント）地方における観光地の一つ。クルディーガ市の公式サイトによると、全長幅は約240メートルでヨーロッパ最長（高さは約180〜200センチ）。一般に幅の広さで知られるスイスのライン滝は、全長幅が約150メートルしかない（高さは約20メートル）。
その圧倒的な幅と特徴的な高さゆえ、かつては多くの鮭がこの滝を昇り、さらに上流へと遡行していった。そのため、クールラント公国の時代には、滝の上に立つと空中で鮭を掴み取りすることができたとされる。
ヴェンタ滝を少し下ったところには19世紀後半に作られた煉瓦の橋がある。また、近くにはクルディーガ地域博物館がある。